# Corme-Royal
Corme-Royal je francouzská obec v departementu Charente-Maritime, v regionu Poitou-Charentes. V roce 2007 měla 1 538 obyvatel.